# Hans Grauert

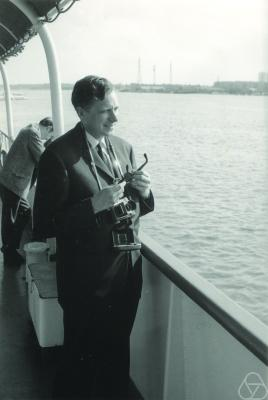
Hans Grauert in Moskau, 1966

Hans Grauert (* 8. Februar 1930 in Haren/Ems; † 4. September 2011 in Göttingen) galt als einer der bedeutendsten deutschen Mathematiker der Nachkriegszeit. Sein Spezialgebiet war die Funktionentheorie mehrerer Veränderlicher.

## Leben und Werk
Grauert besuchte von 1946 bis 1949 das Gymnasium in Meppen und studierte (nach einem Semester in Mainz, wo er mathematische Logik hörte) ab 1949 an der Westfälischen Wilhelms-Universität (WWU) in Münster bei Heinrich Behnke, wo er 1954 mit der Arbeit Kählersche Metrik in Holomorphiegebieten promoviert wurde, die zwei Jahre später in den Mathematischen Annalen veröffentlicht wurde. Als Mitglied der Behnke-Schule konnte er dabei von den damals ausgezeichneten Kontakten nach Frankreich, insbesondere zu Henri Cartan profitieren. Vor seiner Dissertation studierte er auch 1953 bei dem Topologen Beno Eckmann an der ETH Zürich. 1955 wurde er Assistenzprofessor in Münster, wo er sich 1957 habilitierte, bevor er 1957/58 für ein Jahr an das Institute for Advanced Study ging. 1959 arbeitete er am Institute des Hautes études Mathematiques (IHES) bei Paris.
Seit September 1959 war er bis zu seiner Emeritierung ordentlicher Professor in Göttingen als Nachfolger von Carl Ludwig Siegel. In Göttingen bildete er eine sehr aktive große Schule der komplexen Analysis. Er hatte auch Gastprofessuren inne, unter anderem in Princeton und Paris.
Zusammen mit Henri Cartan und Reinhold Remmert, einem engen Mitarbeiter seit den 1950er Jahren, war Grauert der wesentliche Motor des Aufschwungs, den die komplexe Analysis mehrerer Veränderlicher nach dem Zweiten Weltkrieg nahm.
1965 gab er einen weiteren Beweis der Mordellvermutung für Funktionenkörper (ursprünglich von Yurij Manin bewiesen). Daneben beschäftigte er sich u. a. mit hyperbolischer Geometrie und nicht-archimedischer Funktionentheorie. Grauert stellte auch Überlegungen über neue geometrische Strukturen für die Verwendung in der Physik an (Statistical geometry and spacetime, Comm. Math. Phys. Band 49, 1976, S. 155, und Nachr. Akad. Wiss. Göttingen 1976), sowie über den Formalismus der Quantentheorie.
Ab 1969 war er Herausgeber der Mathematischen Annalen. 1966 war er Invited Speaker auf dem Internationalen Mathematikerkongress in Moskau (Über die nicht-archimedische Analysis, mit Remmert) und 1958 in Edinburgh (Die Riemannschen Flächen der Funktionentheorie mehrerer Veränderlicher). 1962 hielt er auf dem ICM in Stockholm einen Plenarvortrag (Die Bedeutung des Levischen Problems für die Analytische und Algebraische Geometrie).
Seine Tochter Ulrike Peternell ist ebenfalls Mathematikerin, verheiratet mit dem Mathematiker Thomas Peternell, der bei Grauert promovierte. Weitere Doktoranden sind Günther Trautmann, Klas Diederich (Wuppertal), Wolfgang Fischer (Bremen), Gudrun Kalmbach, Klaus Fritzsche, Ingo Lieb, Helmut Reckziegel (Köln), Oswald Riemenschneider (Hamburg), Jürgen Spilker (Freiburg), Heinz Spindler (Osnabrück).

## Ehrungen
- Mitglied der Akademien der Wissenschaften in Göttingen, Halle (Leopoldina), Mainz und München
- 1990 Mitglied der Academia Europaea[3]
- Ausländisches Mitglied der Russischen Akademie der Wissenschaften (2006)[4]
- Ehrendoktortitel der Universitäten Bayreuth, Bochum und Bonn
- 1991 war Grauert der erste Preisträger des Staudt-Preises.
- 2008 Ehrenmitglied der DMV
- 2008 Georg-Cantor-Medaille

## Werke
- Selected papers, 2 Bände, Springer Verlag 1994
- mit Reinhold Remmert: Theorie der Steinschen Räume. Springer 1977 (englisch 1979, 2004)
- dies.: Analytische Stellenalgebren. Springer 1971
- dies.: Coherent analytic sheaves. Springer 1984
- mit Klaus Fritzsche: Einführung in die Funktionentheorie mehrerer komplexer Veränderlicher. Springer 1974, englisch 1976
- mit Klaus Fritzsche: From holomorphic functions to complex manifolds. Springer 2002
- mit Hans-Christoph Grunau: Lineare Algebra und analytische Geometrie. Oldenbourg-Verlag, 1999
- mit Ingo Lieb (Band 1,3), Wolfgang Fischer (Band 2): Differential- und Integralrechnung, 3 Bde., Springer, Heidelberger Taschenbücher,  1967/68 und 1977 (Band 1: Funktionen einer reellen Veränderlichen, Band 2: Differentialrechnung in mehreren Veränderlichen. Differentialgleichungen, Band 3: Integrationstheorie. Kurven- und Flächenintegrale)
- Charakterisierung der holomorph vollständigen komplexen Räume, Mathem. Annalen, Band 129, 1955, S. 233.
- mit Remmert: Zur Theorie der Modifikationen I, Math. Annalen 1955
- mit Remmert: Plurisubharmonische Funktionen in komplexen Räumen, Mathematische Zeitschrift 1956
- mit Remmert: Komplexe Räume, Mathematische Annalen, Band 136, 1958
- mit Remmert: Singularitäten komplexer Mannigfaltigkeiten und Riemannsche Gebiete, Mathematische Zeitschrift 1957
- Charakterisierung der Holomorphiegebiete durch die vollständige Kählersche Metrik, Mathem. Annalen 1953, Dissertation
- Über Modifikationen und exzeptionelle analytische Mengen, Mathem. Annalen Band 146, 1962
- Mordells Vermutung über rationale Punkte auf algebraischen Kurven und Funktionenkörper, Publications Mathématiques de l'IHES, Band 25, 1965, S. 131–149.
- Ein Theorem der analytischen Garbentheorie und Modulräume komplexer Strukturen, Publications Mathématiques de l'IHES, Band 5, 1960, S. 5–64. mit Korrekturen hier: (numdam.org)
- mit Andreotti: Théorèmes de finitude pour la cohomologie des espaces complexes, Bulletin de la Société Mathématique de France, Band 90, 1962, S. 193–259.